# Michael Krings (Politiker)

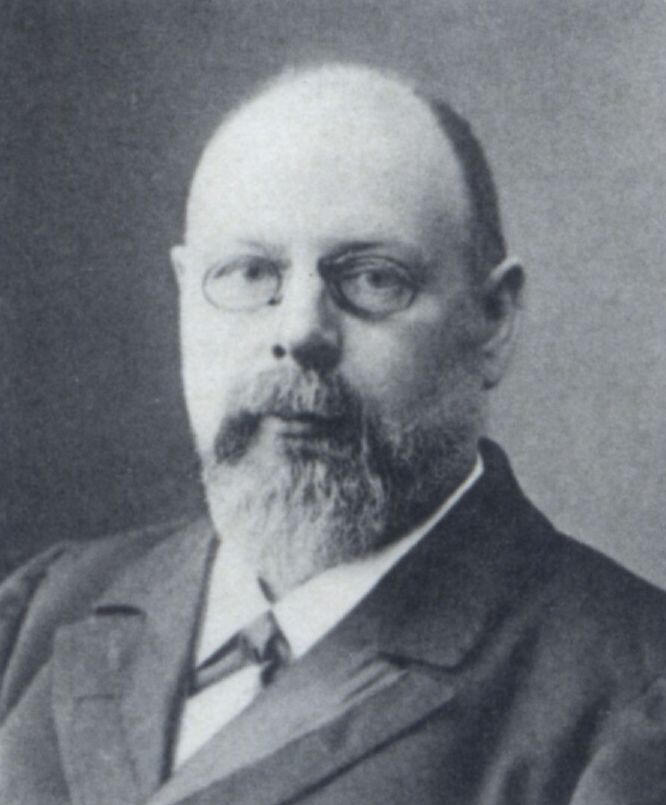
Michael Krings als Reichstagsabgeordneter 1912

Michael Krings (* 12. Mai 1861 in Köln; † 16. Juli 1939 in Niederbieber-Segendorf) war Unternehmer und Mitglied des Deutschen Reichstags.

## Leben
Krings besuchte das Gymnasium und bestand die kaufmännische Lehrzeit in Köln. Nach der einjährigen Dienstzeit war er zwei Jahre als Volontär in Antwerpen, Genua und Neapel. 1880/81 diente er als Einjährig-Freiwilliger im 5. Rheinischen Infanterie-Regiment Nr. 65. 1885 übernahm er das von ihm geleitete Fabrikgeschäft Karl-Wagner-Beinwarenfabrik in Niederbieber. Ab 1905 war er Leiter der Vereinigten Beinwarenfabriken (Syndikat) zu Neuwied. Ab 1902 war er Mitglied des Gemeinderats und ab 1910 Mitglied der Bürgermeistereiversammlung. Ferner war er Vorsitzender des katholischen kaufmännischen Vereins Hansa in Neuwied, Mitglied des Beirats des Verbandes katholischer kaufmännischer Vereine Deutschlands (Sitz Essen) und Vorsitzender der Zentrumspartei des Kreises Neuwied. Er erhielt das Verdienstkreuz Pro Ecclesia et Pontifice in Gold.
Von 1912 bis 1918 war er Mitglied des Deutschen Reichstags für den Wahlkreis Regierungsbezirk Koblenz 2 (Neuwied) und die Deutsche Zentrumspartei.